# Зоряні війни: Атака клонів
«Зоряні війни. Епізод II. Атака клонів» (англ. Star Wars Episode II: Attack of the Clones) — науково-фантастичний фільм, знятий Джорджем Лукасом, п'ятий за роком випуску, але хронологічно другий фільм кіносаги «Зоряні війни».
Прем'єра відбулася 16 травня 2002 року. У прокаті картина зібрала 649 398 328 доларів, при бюджеті 115 000 000 доларів.

## Створення
В 1999—2000 рр. Лукас у співавторстві із Джонатоном Гейлсом переписав ескіз для Епізоду II в сценарій. Основні зйомки проходили 26 червня — 20 вересня 2000 року на студії 20th Century Fox в Австралії, а також в туніській пустелі, Plaza de España в Севільї, італійських Villa del Balbianello біля озера Комо та Королівському палаці (Reggia di Caserta) в Казерті.
Після того як Лукас вирішив, що у фільмі занадто низький темп розвитку дії, у березні 2001 року відбулися додаткові зйомки, після чого з'явилася нова сцена, що розвивається на фабриці дроїдів на Геонозисі.
Фільм знято на цифрову камеру HDW-F900, розроблену Sony і Panavision, що використає високоякісну 24-кадрову цифрову систему.

## Сюжет
Пройшло десять років і Республіку спіткала криза. Рух сепаратистів очолив граф Дуку, що раніше був джедаєм, а тепер перейшов на темний бік. Сенат розглядав питання щодо оголошення воєнного стану та надання канцлеру надзвичайних повноважень до закінчення бойових дій. Після двох строків правління Амідали на планеті Набу обрали нову королеву, але Падме залишилась сенатором. Під час її прибуття стався вибух, але загинула служниця Корде, яка грала роль сенатора Амідали. Після цього випадку канцлер Палпатін запросив охороняти Падме двох джедаїв, Обі-Вана і його учня Енакіна, у якого весь цей час вона не йшла з голови.
Уночі наймана вбивця Зем Везелл запустила до кімнати Амідали двох отруйних багатоніжок, але джедаї відчули їх і знищили. Обі-Ван причепився до механізму, що доправив їх і полетів разом з ним до Зем. Енакін почав переслідування також. Коли джедаї наздогнали Везелл, її вбив найманець, якому вдалося втекти. Рада джедаїв направила Обі-Вана розслідувати цю справу і знайти найманця. Енакін мав супроводжувати Падме на планету Набу, а в сенаті її замінив Джар Джар Бінкс.
Розслідування привело Обі-Вана на планету Каміно, яка зникла з мап архіву. Тут прем'єр-міністр Лама Су показав йому армію клонів, яку замовив десять років тому джедай Сіфо-Даяс. Але Обі-Ван пригадав, що його тоді вже не було серед живих. Клони були створені з генетичного матеріалу мисливця Джанго Фетта. Їх ріст був пришвидшений, крім клона, якого Фетт виховував сам, Боби. Джанго Фетт, якого переслідував Кенобі і був вбивцею Везелл. Йому вдалося втекти, але джедай вистежив його. Джанго зупинився на планеті Геонозис. Тут Обі-Ван підслухав розмову графа Дуку і Н'юта Ганрея, які створювали на цій планеті нову армію дроїдів. Кенобі відіслав повідомлення про це Енакіну, але був схоплений.
На планеті Набу Енакін та Падме проводили разом багато часу, і Скайвокер пересвідчився у своєму коханні. Проте Амідала переконала його не розкривати почуттів, адже він — джедай, а вона — сенатор. Енакіна мучили сни з його матір'ю Шмі, і він вирішив летіти на Татуїн. Тут виявилось, що вона вже не рабиня, а дружина фермера Кліга Ларса, і має прийомного сина Оуена. Енакін, Падме і R2-D2 знайшли цього фермера, де тепер також був і C-3PO. Ларс повідомив, що Шмі у полоні тускенських піщаних розбійників. Енакін знайшов їх табір і свою матір, яка померла в нього на руках. Це розлютило джедая і він вбив всіх мешканців табору, в тому числі жінок і дітей. На Корусанті майстер Йода відчув, що сталося щось жахливе. Енакін повернувся на ферму і Шмі поховали. Тепер Скайвокер мав намір летіти на допомогу Обі-Вану. Рада джедаїв вирішила використати клонів, яких також направили на Геонозис. А канцлер Палпатін отримав надзвичайні повноваження.
Граф Дуку запропонував Кенобі перейти на його бік, адже Дарт Сідіус контролює сенат, але той відмовився. Його мали стратити. На планету прибули рятівники, але і їх схопили і засудили до страти. Трійцю мали з'їсти велетенські звірі. Дроїди ж потрапили на завод, де створювалась нова армія. Тут голову C-3PO поміняли місцями з головою бойового дроїда. На страті все пішло не так як було заплановано сепаратистами: полонені почали перемагати катів. До того ж сюди прибули джедаї на чолі з Мейсом Вінду. Під час бою R2-D2 знову збирає C-3PO як слід, Джанго Фетт вбитий, але армія дроїдів оточує вцілілих джедаїв. Їм на допомогу прибувають загони клонів і Йода.
Лідер Геонозису Погл віддає графу Дуку креслення Зірки Смерті і той тікає, але його наздоганяють Кенобі та Скайвокер. Графу Дуку вдається завдати поранень Обі-Вану та відрубати руку Енакіну. Тепер битися з ним починає Йода. Проте граф валить колону на джедаїв і тікає, доки Йода їх рятує. На Корусанті з ним зустрічається лорд Сідіус.
Палпатін споглядає за величезною армією клонів, доки джедаї непокояться зміцненням темного боку Сили і початком Війни Клонів. Енакін, що тепер має механічну руку, одружується з Падме, маючи свідками лише R2-D2 і C-3PO.

## У ролях
| Актор                | Роль                            |
| -------------------- | ------------------------------- |
| Юен Мак-Грегор       | Обі-Ван Кенобі                  |
| Гайден Крістенсен    | Енакін Скайвокер                |
| Наталі Портман       | Падме Амідала Наберріє          |
| Єн Макдермід         | Палпатін / Дарт Сідіус          |
| Френк Оз             | Йода                            |
| Семюел Лірой Джексон | Мейс Вінду                      |
| Крістофер Лі         | Граф Дуку / Дарт Тіранус        |
| Темуера Моррісон     | Джанго Фетт                     |
| Ентоні Деніелс       | С-3РО                           |
| Кенні Бейкер         | R2-D2                           |
| Ахмед Бест           | Джар Джар Бінкс                 |
| Пернілла Аугуст      | Шмі Скайвокер                   |
| Роуз Бірн            | Дорме                           |
| Енді Секомб          | Вотто                           |
| Ліам Нісон           | Квай-Гон Джинн (архівні знімки) |

## Цікаві факти
- Амідала, щоб викликати голографічне зображення Обі-Вана Кенобі і координати його місцезнаходження, натискає одну й ту саму кнопку.

## Трейлери
- Трейлер 1 Атаки клонів [Архівовано 1 листопада 2015 у Wayback Machine.]
- Трейлер 2 Атаки клонів [Архівовано 23 грудня 2011 у Wayback Machine.]
- Тізер Трейлер Атаки клонів [Архівовано 23 червня 2012 у Wayback Machine.]
- Завантаження трейлера